# Фрес де Корбјер
Фрес де Корбјер (фр. Fraissé-des-Corbières) насеље је и општина у јужној Француској у региону Лангдок-Русијон, у департману Од која припада префектури Нарбон.
По подацима из 2011. године у општини је живело 246 становника, а густина насељености је износила 12,88 становника/km². Општина се простире на површини од 19,1 km². Налази се на средњој надморској висини од 140 метара (максималној 641 m, а минималној 116 m).

## Демографија
| 1962. | 1968. | 1975. | 1982. | 1990. | 1999. | 2011. |
| ----- | ----- | ----- | ----- | ----- | ----- | ----- |
| 169   | 229   | 222   | 224   | 198   | 169   | 246   |

График промене броја становника у току последњих година